# Elecciones presidenciales de Eslovaquia de 2004
Las elecciones presidenciales de Eslovaquia de 2004 se llevaron a cabo en abril. El candidato del Partido Popular-Movimiento por una Eslovaquia Democrática, Vladimír Mečiar, obtuvo la mayoría de los votos en primera vuelta con un 32.7%, siendo sorpresivamente derrotado en la segunda vuelta por Ivan Gašparovič, que obtuvo casi el 60% de los votos. La participación fue sumamente baja, del 47% en primera vuelta y del 43% en la segunda.
La primera vuelta se realizó el 3 de abril. Gašparovič obtuvo el 22.3% de los votos y Mečiar el 32.%, clasificando ambos para un balotaje. El resultado fue considerado sorprendente, en primer lugar porque no se esperaba que Gašparovič llegara a segunda vuelta, sino que se las encuestas afirmaban que Eduard Kukan quedaría primero con algo más del 30%. Gašparovič superó a Kukan por unos 4.000 votos, eliminándolo en primera vuelta. Gašparovič más tarde contó que ni él mismo se esperaba el resultado, sino que se fue a dormir temprano ese día y que no se enteró de que había clasificado para el balotaje hasta que unos amigos lo llamaron para felicitarlo durante la noche. El presidente incumbente, Rudolf Schuster, se presentó para la reelección, pero tras la disolución de su partido (el Partido del Entendimiento Civil) el año anterior, perdió gran parte de su apoyo político y quedó cuarto con algo más del 7% de los votos, por lo que se retiró de la política.
El 17 de abril se realizó el balotaje. Gašparovič derrotó a Mečiar obteniendo el 59.9% de los votos, asumiendo el cargo el 15 de junio.

## Resultados
| Candidato | Candidato                          | Partido                                                   | Primera vuelta | Primera vuelta | Segunda vuelta | Segunda vuelta |
| Candidato | Candidato                          | Partido                                                   | Votos          | %              | Votos          | %              |
| --- | ---------------------------------- | --------------------------------------------------------- | -------------- | -------------- | -------------- | -------------- |
| | Ivan Gašparovič                    | Movimiento para la Democracia                             | 442.564        | 22.3           | 1.079.592      | 59.9           |
| | Vladimír Mečiar                    | Partido Popular-Movimiento por una Eslovaquia Democrática | 650.242        | 32.7           | 722.368        | 40.1           |
| | Eduard Kukan                       | Unión Demócrata y Cristiana Eslovaca-Partido Democrático  | 438.920        | 22.1           |                |                |
| | Rudolf Schuster                    | Independiente                                             | 147.549        | 7.4            |                |                |
| | František Mikloško                 | Movimiento Democrático Cristiano                          | 129.414        | 6.5            |                |                |
| | Martin Bútora                      | Independiente                                             | 129.387        | 6.5            |                |                |
| | Ján Králik                         | Partido de la Izquierda Democrática                       | 15.873         | 0.8            |                |                |
| | Jozef Kalman                       | Bloque de Izquierda                                       | 10.221         | 0.5            |                |                |
| | Július Kubík                       | Independiente                                             | 7.734          | 0.4            |                |                |
| | Jozef Šesták                       | Independiente                                             | 6.785          | 0.3            |                |                |
| | Stanislav Bernát                   | Independiente                                             | 5.719          | 0.3            |                |                |
| | Ľubo Roman                         | Alianza por el Nuevo Ciudadano                            | 1.806          | 0.1            |                |                |
| Votos en blanco/anulados                                                                                                   | Votos en blanco/anulados           | Votos en blanco/anulados                                  | 29.675         | –              | 26.347         | –              |
| Total | Total                              | Total                                                     | 2.015.889      | 100            | 1.828.307      | 100            |
| Votantes registrados/participación                                                                                         | Votantes registrados/participación | Votantes registrados/participación                        | 4.204.899      | 47.9           | 4.202.597      | 43.5           |
| Fuente: Nohlen & Stöver, European Election Database Archivado el 7 de diciembre de 2017 en Wayback Machine., Our Campaigns |                                    |                                                           |                |                |                |                |